# Lesedino-Vorlesewettbewerb
Der Lesedino-Vorlesewettbewerb des Ministeriums für Bildung und Kultur des Saarlandes ist ein Vorlesewettbewerb für Viertklässler, an dem alle Grundschulen im Saarland teilnehmen können. Er ist seit 2001 ein wichtiger Bestandteil des Leseförderkonzepts des Ministeriums und bundesweit der einzige Vorlesewettbewerb an Grundschulen, der landesweit durchgeführt wird.
Die Teilnahme ist freiwillig, die Beteiligungsquote der Grundschulen liegt konstant bei über 80 %. Seine Beliebtheit hat sich Jahr für Jahr gesteigert, mittlerweile ist der kurz „Lesedino“ genannte Vorlesewettbewerb eine feste Instanz im Schulleben der Grundschulen. Für die Durchführung ist das entsprechende Fachreferat für Literatur- und Leseförderung in der Kulturabteilung im Ministerium für Bildung und Kultur des Saarlandes zuständig. Die Anmeldungen zur Teilnahme sowie die Meldungen der Schulsieger erfolgen online über eigens für den Vorlesewettbewerb gestaltete Formularseiten.

## Ablauf
Der Vorlesewettbewerb gliedert sich in drei Phasen:

### Schulentscheid
Die teilnehmenden Schulen ermitteln in ihren 4. Klassen den jeweiligen Klassensieger, in einem zweiten Schritt (bei mehrzügigen Jahrgängen) einen Schulsieger/eine Schulsiegerin.

### Regionalentscheid
Nach der Meldung der Schulsieger an das Fachreferat folgen in der zweiten Phase jeweils im Frühjahr die Regionalentscheide, die in öffentlichen Bibliotheken des Landes stattfinden und vor Ort von diesen organisiert werden. Eine Jury (i. d. R. fünf Personen) kürt einen Regionalsieger. Die Vorleser lesen im ersten Teil eine Passage aus einem selbst gewählten Buch, im zweiten Teil lesen alle einen ihnen unbekannten Text vor. Die Lesedauer beträgt jeweils ca. drei Minuten. Alle teilnehmenden Schüler erhalten eine Urkunde, das jeweilige Lesedino-Buch des Jahres, der Sieger zusätzlich einen Bücherscheck.

### Landesentscheid
In der dritten und letzten Phase werden die Regionalsieger zum Landesentscheid eingeladen, der im Ministerium für Bildung und Kultur in Saarbrücken stattfindet. Wie schon beim Regionalentscheid lesen die Viertklässler wieder einen selbst gewählten Ausschnitt aus einem Buch sowie einen unbekannten Text vor, Lesedauer wieder jeweils ca. drei Minuten. Wer sich vor der Jury bewährt und zum Landessieger gekürt wird, erhält aus der Hand des Ministers für Bildung und Kultur die Auszeichnung als Landessieger/in im Lesedino-Vorlesewettbewerb. Alle teilnehmenden Schüler erhalten Preise (Buchgeschenke, Bücherschecks).

## Lesedino-Plakatmalwettbewerb
Parallel zum Vorlesewettbewerb findet jedes Jahr im Frühjahr ein Plakatmalwettbewerb statt, an dem alle Schüler der Grund- und Förderschulen des Saarlandes teilnehmen können. Die Kinder sollen ihre ganz individuellen Vorstellungen eines Lesedinos auf Papier festhalten. Eine Fach-Jury wählt drei verschiedene Bilder aus, die zur Gestaltung des Plakats, der Lesezeichen und der Urkunden für den folgenden Vorlesewettbewerb genutzt werden.